# География Колорадо

Карта Колорадо с классификацией климата по Кёппену

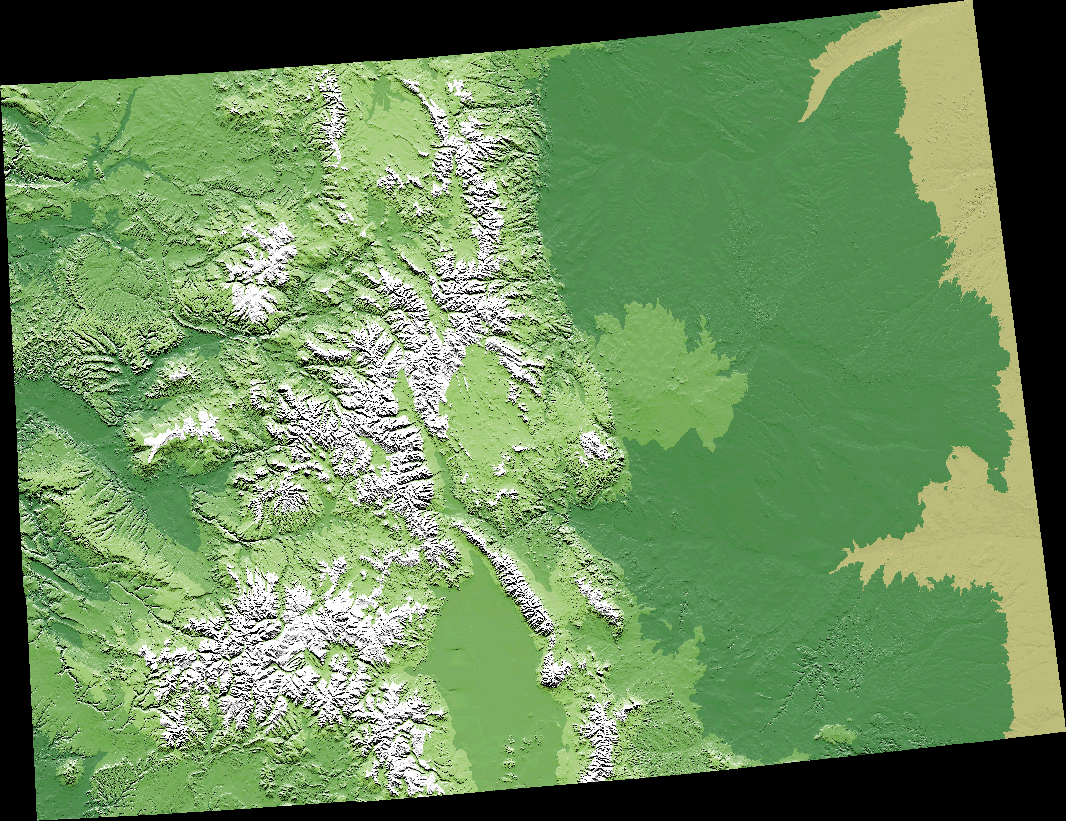
Цифровая модель высот на карте рельефа Колорадо

География американского штата Колорадо разнообразна, она включает в себя пересечённую горную местность, обширные равнины, пустынные земли, пустынные каньоны и столовые горы. Колорадо — штат США, не имеющий выхода к морю. В 1861 году Конгресс США определил границы новой территории Колорадо исключительно линиями широты и долготы, простирающимися от 37° с. ш. до 41° с. ш. и от 102°02'48" з. д. до 109°02'48" з. д. (от 25° з. д. до 32° з. д. от Вашингтонских меридианов). Начиная с 1868 года официальные обследования демаркировали границы, отклоняясь от параллелей и меридианов в нескольких местах. Более поздние обследования пытались исправить некоторые из этих ошибок, но в 1925 году Верховный суд США подтвердил, что более ранняя демаркация была официальной границей. Границы Колорадо в настоящее время официально определены 697 пограничными маркерами, соединенными прямыми линиями границ. Колорадо, Вайоминг и Юта являются единственными штатами, границы которых определены исключительно прямыми линиями границ без каких-либо естественных особенностей. Юго-западный угол Колорадо — это памятник Четырём углам с координатами 36°59'56" с.ш., 109°2'43" з.д.. Это единственное место в Соединённых Штатах, где встречаются четыре штата: Колорадо, Нью-Мексико, Аризона и Юта.
Вершина горы Элберт высотой 14 440 футов (4 401,2 м) в округе Лейк является самой высокой точкой штата и самой высокой точкой Скалистых гор Северной Америки. В Колорадо около 550 горных вершин, высота которых превышает 10 000 футов (4 000 метров). Самая низкая точка штата составляет 3 317 футов (1 011 м) в точке на восточной границе округа Юма, где река Арикэри втекает в штат Канзас. Это самая высокая из самых низких точек для любого штата, а Колорадо и Вайоминг — единственные два штата, которые полностью лежат выше 3 000 футов (1 000 м) высоты.
Как это часто бывает в горных и прилегающих районах, существуют микроклиматы, а погода сильно зависит от орографии. Заметным региональным атмосферным явлением является Денверская зона конвергенции вихрей (DCVZ) и связанный с ней Денверский циклон, происходящий на Высоких равнинах к востоку от Денвера. Скалистые горы в целом вызывают значительные изменения погоды вдали, такие как Колорадская депрессия.

## Регионы

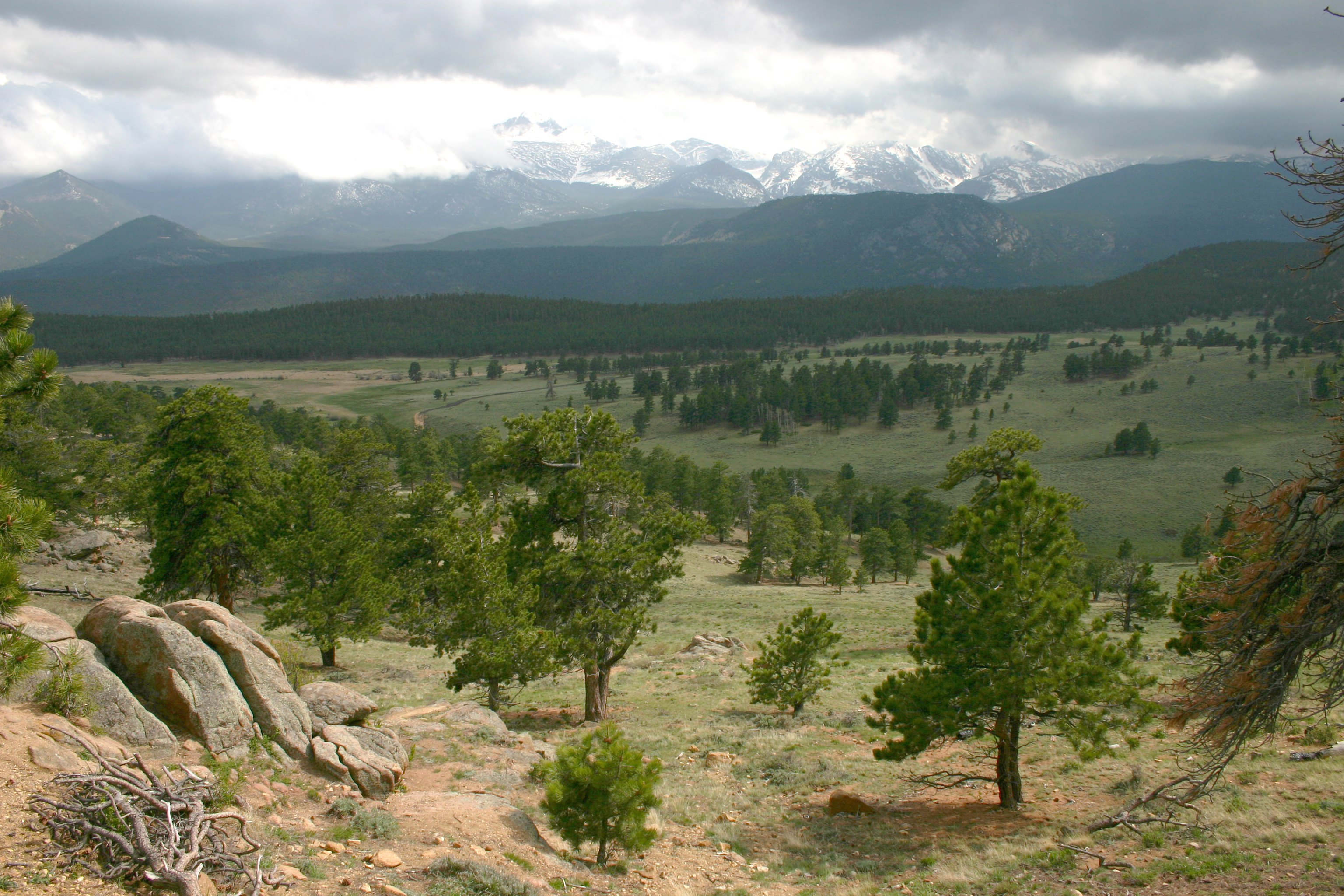
Национальный парк Роки-Маунтин

К востоку от Скалистых гор в Колорадо находятся Истерн-Плейнс/Высокие равнины, часть Великих равнин в пределах Колорадо на высоте от 3500 до 7000 футов (от 1100 до 2100 метров). Штаты Среднего Запада Канзас и Небраска граничат с Колорадо на востоке и северо-востоке.
Равнины малонаселены, большая часть населения проживает вдоль рек Саут-Платт и Арканзас. Осадки скудные, в среднем около 15 дюймов (380 мм) в год. Есть некоторое орошаемое земледелие, но большая часть земли используется для сухого земледелия или скотоводства. Озимая пшеница является типичной культурой, и большинство небольших городов в регионе могут похвастаться как водонапорной башней, так и элеватором.
Основная часть населения Колорадо проживает вдоль восточного края Скалистых гор в межштатной агломерации Фронт-Рейндж. Этот регион частично защищён от преобладающих штормов высокими горами на западе.

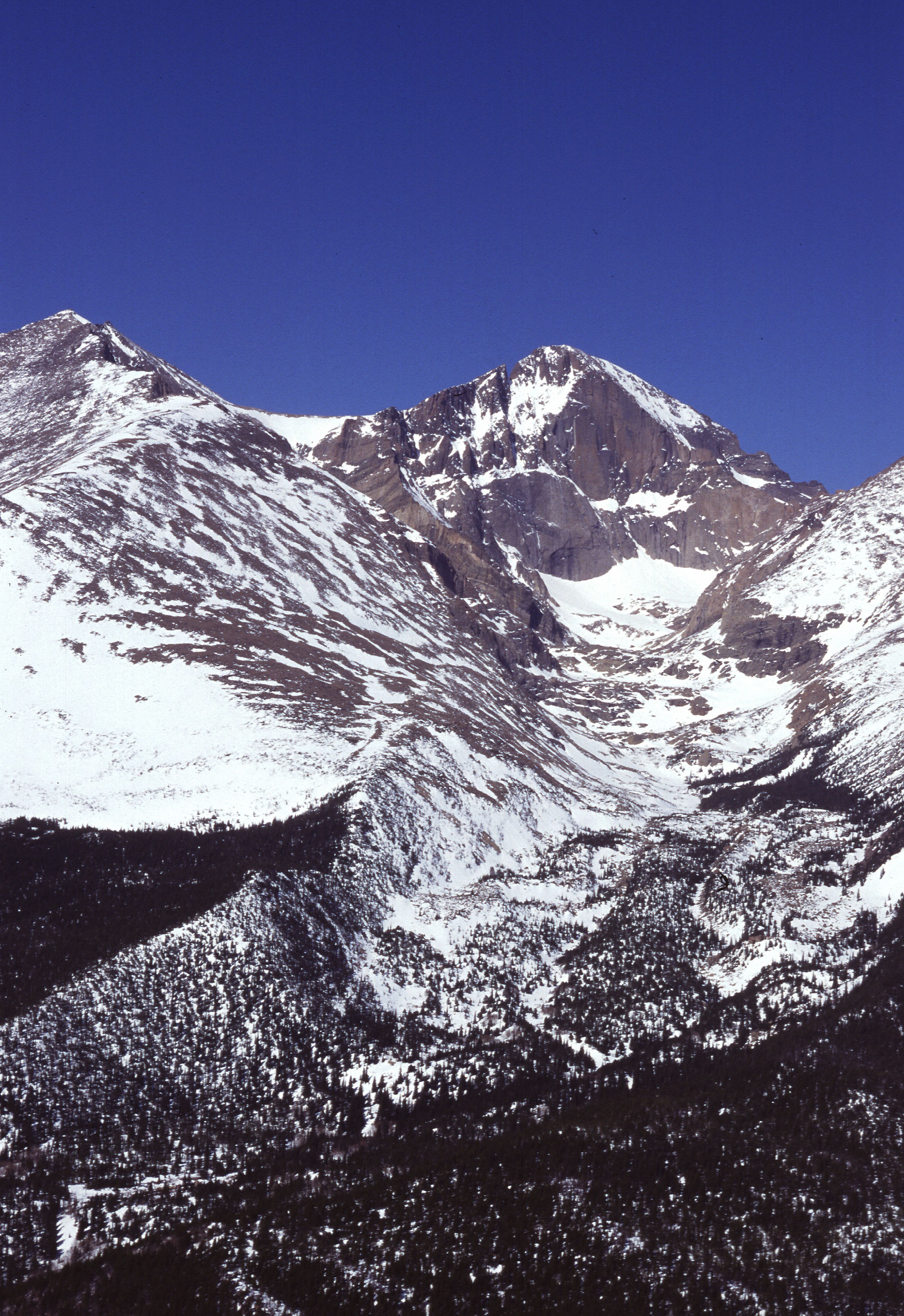
Накопление снежного покрова на высоте 14,255 ft на Лонгс-Пик в национальном парке Роки-Маунтин

На западе лежит восточный склон Скалистых гор с такими примечательными вершинами, как Лонгс-Пик, гора Блу-Скай, Пайкс-Пик и Спэниш-Пикс около Уолсенбург (Колорадо) на юге. Эта область плавно спускается на восток, покрыта лесом и частично урбанизирована. С урбанизацией использование леса для заготовки древесины и выпаса скота привело к накоплению топлива. Во время засухи 2002 года эту область охватили разрушительные лесные пожары.
Американский континентальный водораздел тянется вдоль гребня Скалистых гор. К западу от Континентального водораздела находится Западный склон. Воды к западу от Континентального водораздела стекают на запад в Тихий океан через реку Колорадо. Западный Колорадо состоит из гор, столовых гор, пустынных каньонов и пустынных земель.